# Justizvollzugsanstalt Bamberg
Die Justizvollzugsanstalt Bamberg befindet sich auf dem Gelände der privaten Stiftung Elisabethenspital aus dem 14. Jahrhundert in Bamberg. 
Die 1995 für 18,2 Millionen DM sanierte Haftanstalt hat eine Belegungsfähigkeit von derzeit 207 Haftplätzen im Erst- und Regelvollzug, darunter 49 für Frauen und 27 im offenen Vollzug. Im Volksmund wird die Anstalt wegen ihrer Lage in der Oberen Sandstraße auch Cafe Sandbad genannt.

## Geschichte
Am 28. September 1328 errichtete der Bürger Konrad Eseler eine Stiftung zum Bau eines Spitals, das im Jahr 1330 am Sand eingeweiht wurde. Der erst ab 1404 nachweisbare Name St. Elisabeth löste den vorherigen Namen Zu dem Heiligen Geist ab. Dem Spital angeschlossen war die noch bestehende Spitalkapelle St. Elisabeth.
Fürstbischof Lothar Franz von Schönborn (1693–1729) fasste den Entschluss, das Elisabethenspital mit dem in der Innenstadt liegenden Katharinenspital zu vereinigen. Die päpstliche Genehmigung dazu wurde im Jahr 1711 erteilt. Doch erst sein Neffe und Nachfolger Friedrich Karl von Schönborn (1729–1746) konnte im Jahr 1736 die Verwaltung beider Spitäler dem Katharinenspital übergeben. Die Insassen zogen in das am heutigen Maximiliansplatz gelegene, neuerbaute Katharinenspital um. 
Die Baulichkeiten des Elisabethenspitals wurden dann für hochstiftische und universitäre Einrichtungen genutzt. Die Universität konnte dort ihre Anatomie einrichten. Als 1747 das in der Königstraße gelegene Zucht- und Arbeitshaus durch Brandstiftung zerstört wurde, wurden anstelle eines Neubaus die Gebäude des Elisabethenspitals in Erwägung gezogen. Nach Überwindung stiftungsrechtlicher Bedenken konnte die fürstbischöfliche Zuchthauskommission 1753 die Immobilie erwerben. 
Im selben Jahr genehmigte Fürstbischof Franz Konrad von Stadion und Thannhausen die Verlegung des Zuchthauses in eines der Gebäude. Wohl ab 1754 wurde der Gefängnisneubau an der Regnitz nach Plänen von Johann Jakob Michael Küchel errichtet. Darin waren auch die Spinnstube für Frauen, das 1760 unter der Regierung des Fürstbischofs Adam Friedrich von Seinsheim (1757–1779) ins Leben gerufene Arme-Kinder-Haus sowie die Anatomie der Universität untergebracht.
Aus dem 19. und der ersten Hälfte des 20. Jahrhunderts sind keine erwähnenswerten Baumaßnahmen bekannt. Ein Verwaltungsbau wurde 1960 errichtet, Treppenhäuser wurden verlegt. Weitere größere Umbauten wurden von 1966 bis 1969 und von 1985 bis 1988 durchgeführt, wobei zuletzt die Fassade farblich neu gestaltet wurde.